# Pouzauges
Pouzauges is een gemeente in het Franse departement Vendée (regio Pays de la Loire) en telt 5318 inwoners (2005). De plaats maakt deel uit van het arrondissement Fontenay-le-Comte.

## Geografie
De oppervlakte van Pouzauges bedraagt 36,7 km², de bevolkingsdichtheid is 144,9 inwoners per km.

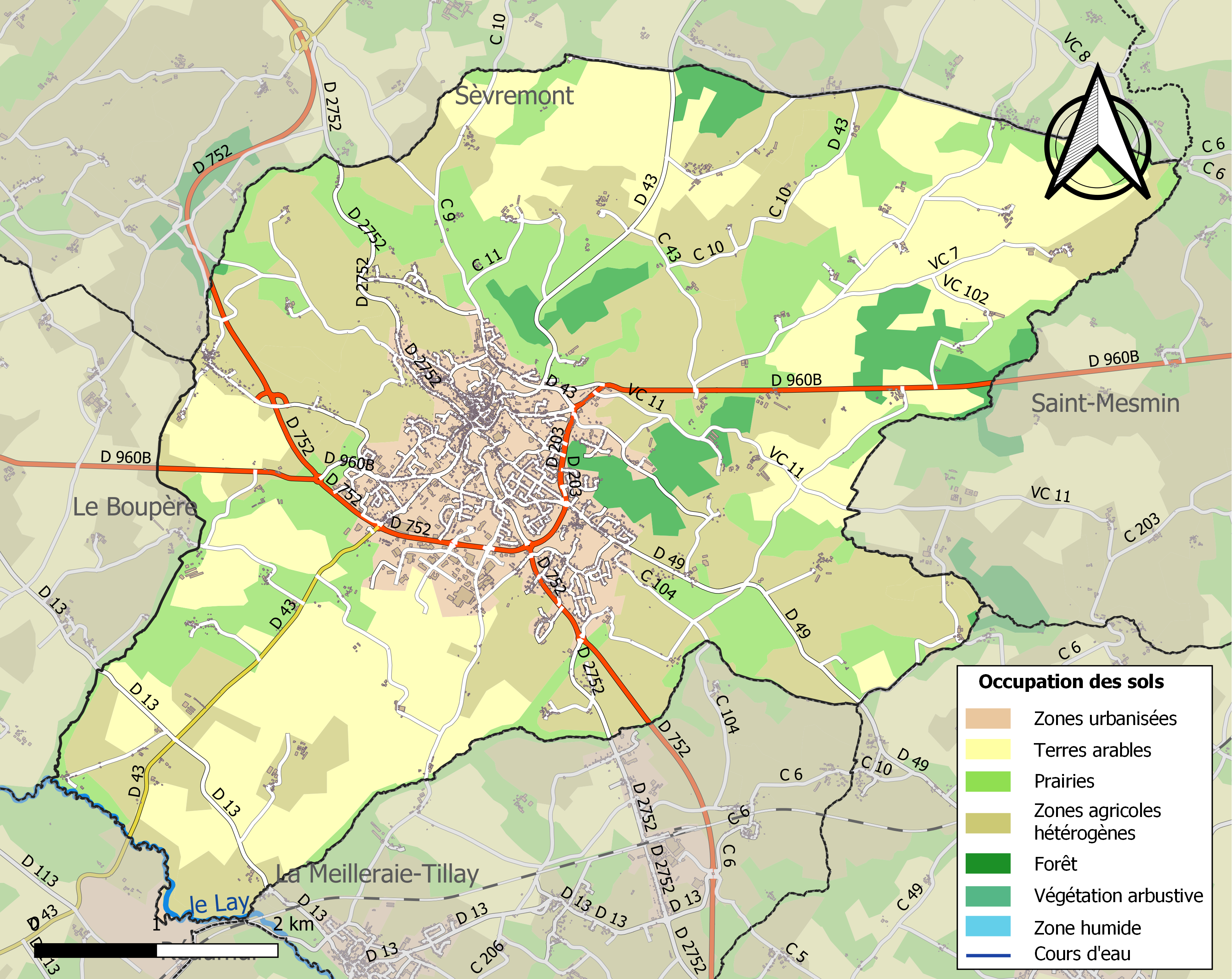
Kaart van de gemeente met de belangrijkste infrastructuur, bodemgebruik en omliggende gemeenten

## Verkeer en vervoer
De gemeente heeft een spoorwegstation.

## Demografie
Onderstaande figuur toont het verloop van het inwonertal (bron: INSEE-tellingen).

1. ↑  Populations de référence 2022.